# La Fille de son père
La Fille de son père je francouzský hraný film z roku 2023, který režíroval Erwan Le Duc podle vlastního scénáře. Snímek měl světovou premiéru dne 24. května 2023 na filmovém festivalu v Cannes v sekci Týden kritiků.

## Děj
Rosa Gravier je středoškolačka se silným charakterem. Jejím otcem je Étienne Gravier, trenér fotbalového týmu. Je mu téměř čtyřicet let, ale vypadá sotva starší než jeho dcera, kterou vychoval sám, protože matka je opustila, když byla Rosa ještě malá. Étienne a Rosa, kteří do té doby žili v symbióze, se ocitnou na křižovatce. Po maturitě plánuje mladá dívka studovat výtvarné umění a možná to bude v Metách, možná u Paříže. A co se týče Étienna, možná už by se měl usadit se svou přítelkyní Hélène.

## Obsazení
| Nahuel Pérez Biscayart | Étienne Gravier        |
| Céleste Brunnquell     | Rosa Gravier           |
| Maud Wyler             | Hélène                 |
| Mohammed Louridi       | Youssef Horlaville     |
| Mercedes Dassy         | Valérie, matka Rosy    |
| Nicolas Chupin         | Alex, realitní makléř  |
| Noémie Lvovsky         | starostka              |
| Camille Rutherford     | Olive, ředitelka lycea |

## Ocenění
- César: nominace v kategorii nejslibnější herečka (Céleste Brunnquell)